# Claudia de Merode
Claudia de Merode was een abdis van de Abdij van Herkenrode van 1675 tot 1702.

## Levensloop
Claudia de Merode was de dochter van Philippe de Merode, burggraaf van Ieper en Marie de Montmorency met als lijfspreuk Rem Deo (de zaak van God). Dit was een anagram van haar familienaam: Merode. Wat betreft bouwactiviteiten, liet zij het hoofdaltaar van de abdijkerk na de dood van Artus Quellinus verder afwerken door Jean Delcour.
Tijdens haar abbatiaat was er een aanzet tot secularisatie. Dit hield in dat de edelen hun ongehuwde dochters in een kapittel lieten opnemen om hen een jaarlijkse prebende te laten uitkeren om in hun levensonderhoud te voorzien. Ook zouden de strenge kledingsvoorschriften versoepeld worden. Er kwam niets van in huis, de regel van Cîteaux bleef in voege.